# Jan Hammer st.
Jan Hammer st. (15. září 1920 Nýřany – 2. května 1989 Praha) byl český lékař a jazzový hudebník, otec hudebníka Jana Hammera.

## Život
Narodil se 15. září 1920 v Nýřanech u Plzně do rodiny báňského lékaře Zdeňka Hammera a jeho manželky Josefy, rozené Kubrové. Od dětství se učil hrát na housle a klavír. Během studií na pražském gymnáziu hrál na kontrabas v amatérském studentském orchestru Petra Ledna. Po maturitě v roce 1939 se zapsal ke studiu medicíny na lékařské fakultě Karlovy univerzity, ale vzápětí po zahájení studia nacisté na podzim 1939 uzavřeli české vysoké školy. Po dobu německé okupace se živil hudbou. Hrál na kontrabas, vibrafon a zpíval v souboru Hot Kvintet Emila Ludvíka. V roce 1941 přešel do hudební skupiny Elit Club a v letech 1942–1944 byl členem hudebního souboru Rytmus. Ihned po skončení druhé světové války v roce 1945 obnovil svá studia medicíny, ale pokračoval i v hudební dráze jako člen jazzového souboru Swing Stars a v orchestru Kamila Běhounka. Od roku 1946 hrál na vibrafon znovu v orchestru Rytmus, první české kapely hrající moderní jazz, bebop. Lékařská studia dokončil v roce 1948.
Dne 5. srpna 1947 se v Praze oženil se zpěvačkou Vlastou Průchovou a následujícího roku se jim narodil syn Jan Hammer, pozdější jazzový hudebník a skladatel. Kromě lékařské praxe vedl od roku 1951 jazzový soubor, jehož členy byli přední jazzoví hudebníci té doby: Luděk Hulan, Míša Polák, Jiří Verberger, Jiří Jirmal a manželka Vlasta Průchová.
Nezanedbával ani svou vědeckou kariéru. Zaměřil se na kardiologii a v roce 1960 se stal kandidátem věd. V letech 1968 až 1969 byl na stipendijním pobytu v USA.
S jazzem byl však spjat celý jeho život. Dále vystupoval s různými hudebními skupinami. Byl jedním ze spoluzakladatelů Mezinárodního jazzového festivalu Praha (IJFP) a stal se také prezidentem Československé jazzové federace. Zemřel v Praze 2. května 1989 ve věku 68 let.

## Dílo
Většina jeho díla je spojena s jazzem. Populárními se staly zejména písně:
- Na počátku bylo blues
- Náš dědeček
- Blues pro malého chlapce
- Dej mi A
- Rozmarné stvoření
- Všechno je prosté
- Docela všední obyčejný den